# Wangkal Wetan
Wangkal Wetan (Wangkalwetan) is een bestuurslaag in het regentschap Pasuruan van de provincie Oost-Java, Indonesië. Wangkal Wetan telt 1236 inwoners (volkstelling 2010).